# 木食養阿
木食養阿（もくじきようあ、1687年（貞享4年） - 1763年（宝暦13年））は、江戸時代中期の木食遊行僧。木食正禅養阿上人とも呼ばれる。

## 生涯
1687年（貞享4）、丹波国（現、京都府）桑田郡保津村の村上庄右衛門の子として生まれた。俗名は村上茂八郎。村上家は先祖が徳川家康に仕えた武士の家系であったが、養阿の父の代で本家が断絶し、養阿は武士の道を断たれた。
24歳のとき、能勢妙見に籠って祈誓した際に示現があり、泉涌寺別院雲龍院の慧雄比丘に師事して出家し、朋厚房正禅（しょうぜん）と名乗った。
正徳元年（1711年）高野山に上って木食恵昌について十穀を絶つ木食の行を学び修行したのち、近江国龍法師村の致尭のもとでさらに250日の加行につとめた。再度高野山に登ると、一心院谷庫蔵院道場で灌頂をうけて大阿闍梨に登った。その後、信濃国（現、長野県）善光寺、美濃国（現、岐阜県）等諸国を行脚した後、京都に戻って庵をあみ、念仏活動を行った。
享保3年（1718年）京都一乗寺の狸谷山不動院を再興。享保10年（1725年）京都五条坂の安祥院を再興したほか、橋や道路の土木工事を行った。寛保元年（1741年）には法橋上人位に任じられ養阿（ようあ）と名乗った。
宝暦13年（1763年）安祥院で亡くなったとも、京都日ノ岡梅香庵で亡くなったとも伝える。

## 記録
東山木食寺安祥院には、養阿の活動を絵詞で伝える伝記、『木食正禅養阿上人絵詞伝』が伝来する。

## 関連文献
- 安田真紀子「東海道日岡峠における木食正禅の道路改修事業」『奈良史学』第8号、奈良大学史学会、1990年12月、59-83頁、CRID 1050019058225663616、ISSN 02894874。
- 殿南直也「木食正禅養阿上人の作善と名号碑」『日本の石仏』第118号、日本石仏協会、2006年、18-20頁、ISSN 03857824、国立国会図書館書誌ID:8013907。